# Design industrial
Designul industrial este o formă specială a designului și a proiectării din industrie, care este considerată a fi o formă de artă aplicată în structura căreia se regăsesc funcții estetice, de utilizare și de îmbunătățire a produselor industriale pentru a fi mai ușor de folosit și de produs. Rolul unui designer industrial este de a căuta, crea și a executa obiecte reproductibile industrial prin găsirea de soluții care să includă probleme de inginerie, producție, marketing, dezvoltarea liniei de produse și vânzări.
Arhitectul și designerul german Peter Behrens este considerat a fi creatorul designului industrial așa cum este înțeles astăzi. 

## Definiția designului industrial
Conform definiției date de ICSID (acronim pentru International Council of Societies of Industrial Design, în română, Consiliul internațional al societăților de design industrial), "Designul este o activitate creatoare al cărui scop este de a crea calități polifuncționale a obiectelor, proceselor, serviciilor și a sistemelor [în care acestea funcționează] de-a lungul întregilor ciclurilor de viață ale acestora. Ca atare, designul este factorul major de umanizare inovativă a tehnologiilor și un factor determinant al schimburilor culturale șis economice." .

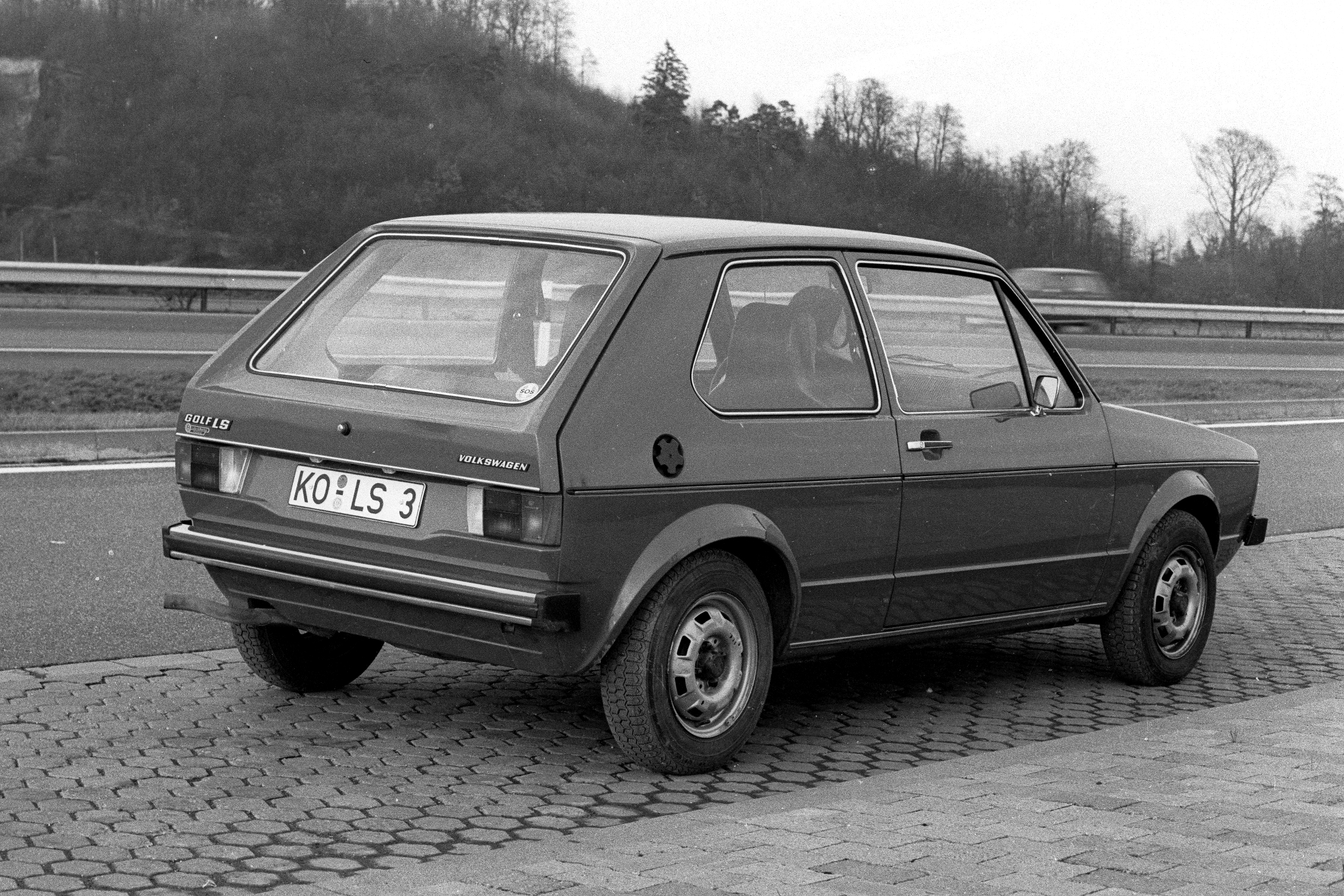
Volkswagen, modelul Golf, anul 1974, designer Giugiaro.

Conform Societății americane a designerilor industriali (în original, Industrial Designers Society of America sau IDSA), "Designul industrial (acronim ID) este serviciul profesional al creării și dezvoltării conceptelor și specificațiilor care optimizează funcția, valoarea și aspectul produselor și sistemelor pentru beneficiul reciproc al utilizatorilor și realizatorilor."

## Drepturile de autor în designul industrial

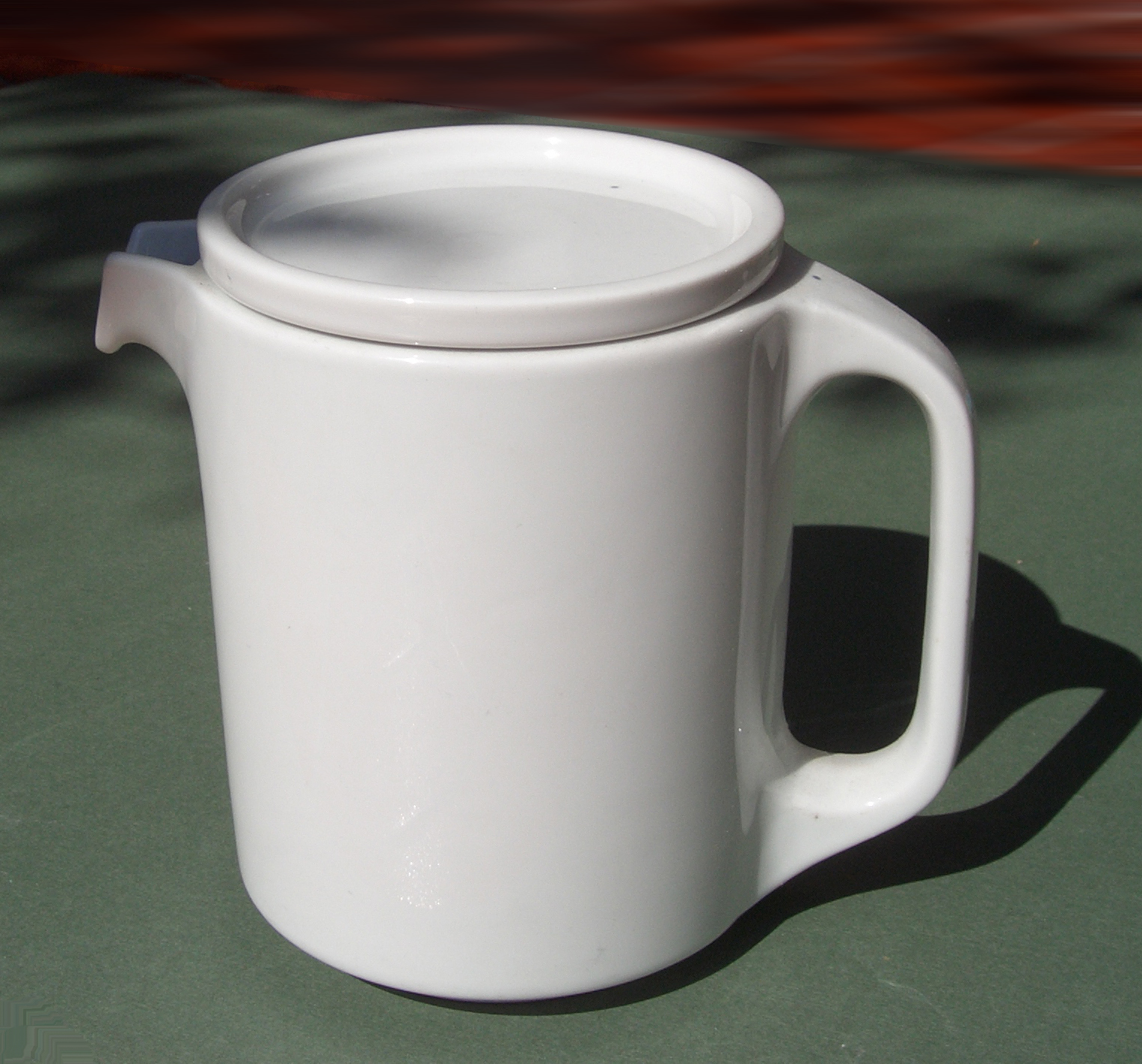
Vas de tip ceainic, având multiple utilizări, Nick Roericht, anii 1960.

Drepturile de autor în designul industrial sunt parte a proprietății intelectuale făcând din designul obiectelor industriale care nu sunt pur comune subiect al al acestui tip special de proprietate. 
Orice produs al designului industrial sau orice motiv decorativ artistic și/sau funcțional, care încorporează crearea de forme, configurații, compoziții (repetitive sau aleatorii), sisteme și structuri sau orice combinație bi- și tri-dimensională a celor de mai sus, care are/au valori estetice și sunt menite a produce un obiect decorativ, un produs artistic unicat sau un produs industrial repetabil, este subiect al drepturilor de autor, al proprietății intelectuale. 
Conform înțelegerii de la Haga numită Hague Agreement Concerning the International Deposit of Industrial Designs, un tratat administrat de WIPO, există o procedură standard pentru înregistrarea oricărei forme de design industrial.  Orice doritor poate aplica pentru protejarea designului dorit, fie direct cu WIPO, sau la un oficiu național al oricărei țări care este parte a tratatului. 

## Vezi și

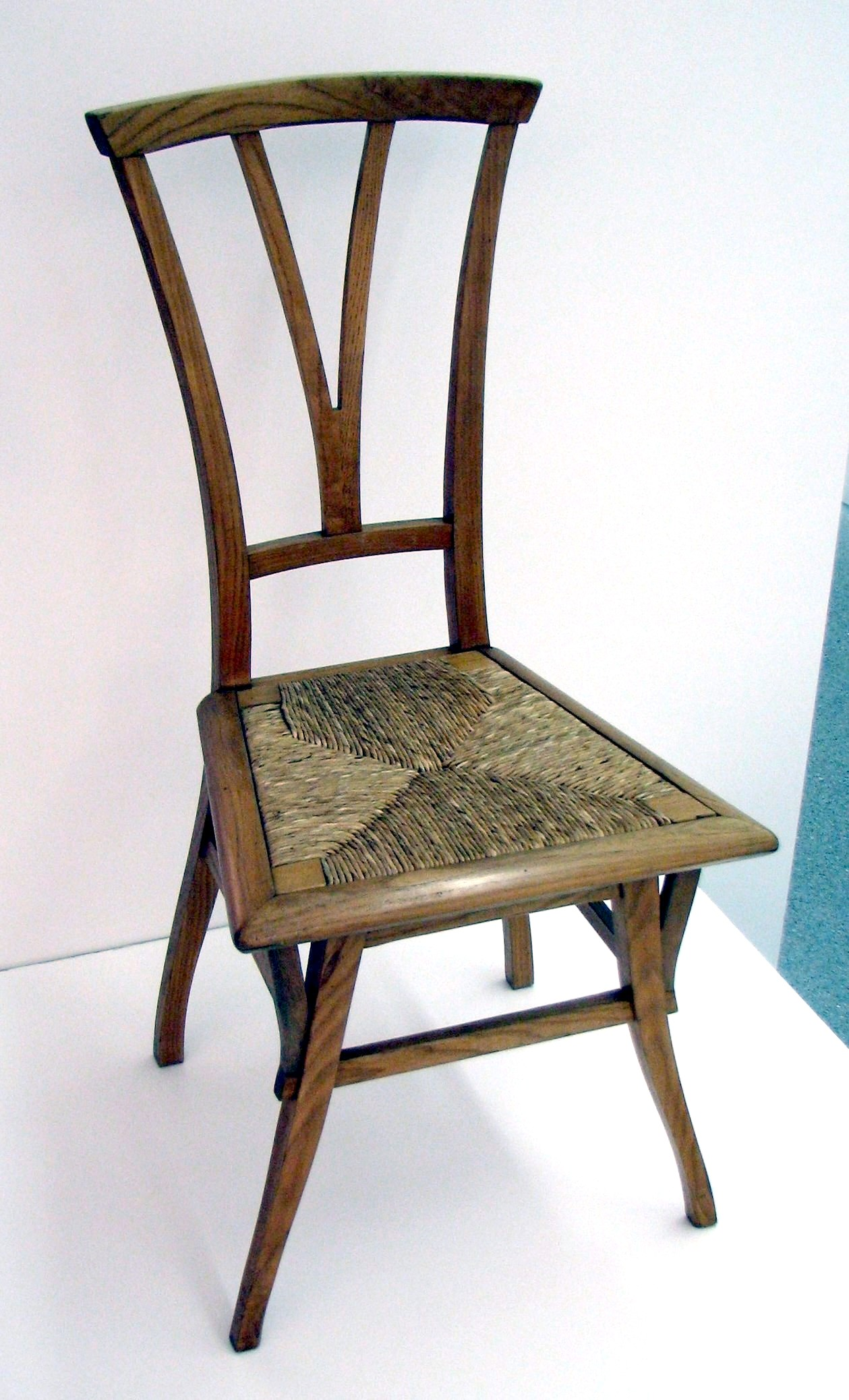
Scaun stil Art Nouveau, circa 1895, designer Henry Van de Velde.